# Лам (Кхан)
Річка Лам (в'єт. sông Lam), також відома як Ка (в'єт. sông Cả); у Лаосі відома як Кхан (лаос. Nậm Khan) — велика річка на півночі Лаоса і на Півночі Центрального Узбережжя В'єтнама.

## Етимологія
Ка — це стара назва річки Лам. В'єтнамською «Cả» означає «перший», «великий», можливо, натякаючи на важливість річки. Її нинішня назва — Лам — китайсько-в'єтнамського походження: *lɑm означає «синій, індиго». Сьогодні Ка називають головний рукав Лам від кордону провінції Нгеан.

## Географія

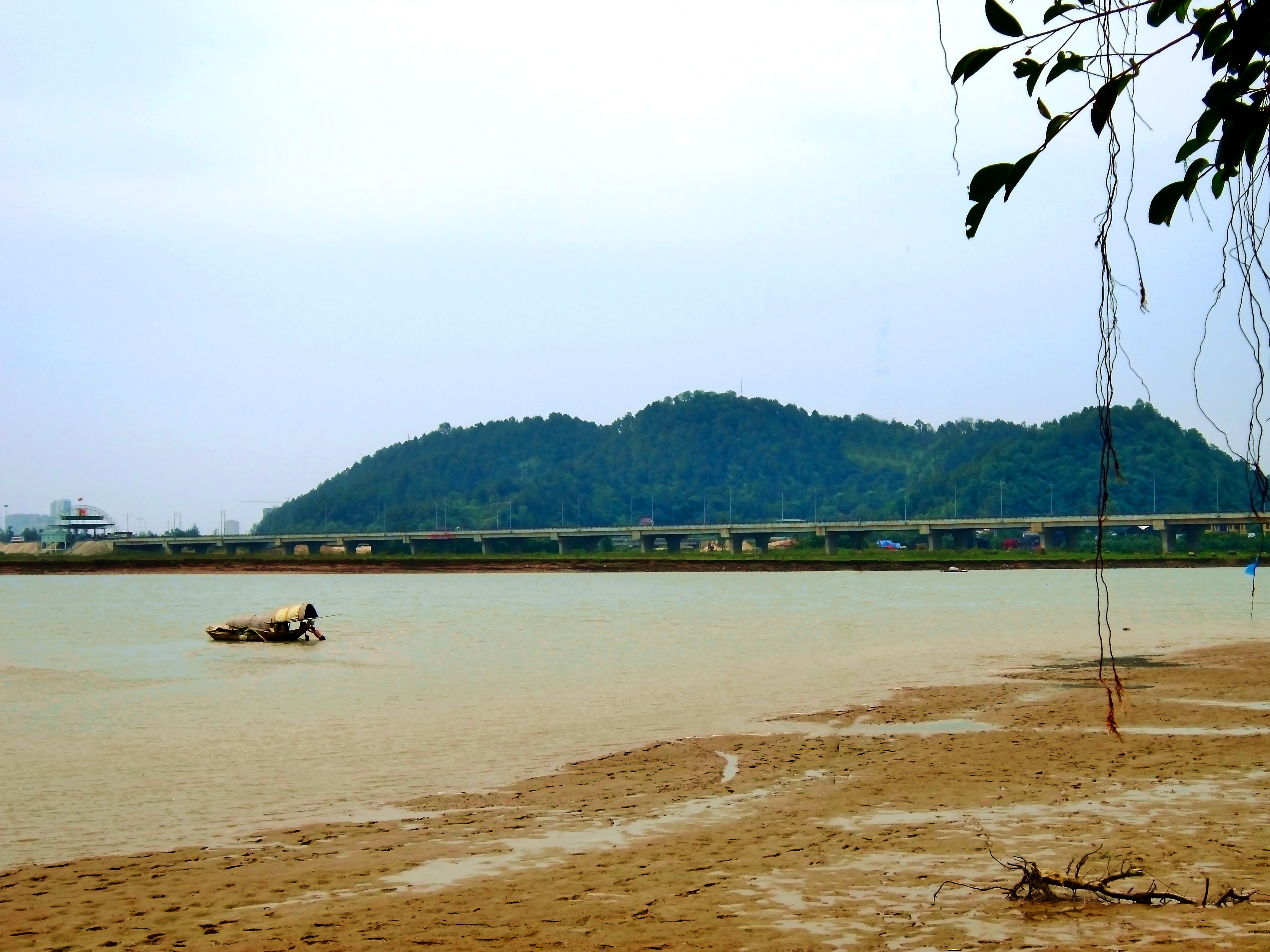
Річка Лам

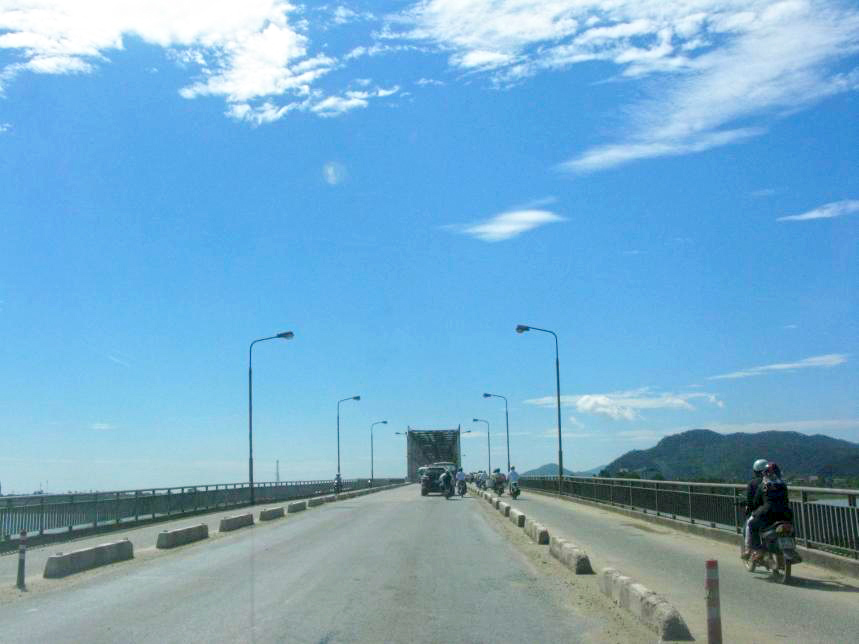
Міст Бентхуй через Лам

Вона бере початок у низьких горах Лой у Лаосі, перетинаючи провінцію Сіангкхуанг та в'єтнамські провінції Нгеан та Хатінь, і впадає в Тонкінську затоку на Півночі Центрального Узбережжя В'єтнаму після 512 кілометрової подорожі. В'єтнамська географічна служба визначає протяжність річки Ка як 300 км.
Площа басейну цієї річки становить 27200 км², з яких 17730 км² належать В'єтнаму. Середня висота річки — 294 м, а середній нахил становить 18,3 %. Густота річок і струмків — 0,60 км/км². Від в'єтнамсько-лаоського кордону до Киарао (в'єт. Cửa Rào) русло річки стрімке з понад 100 порогів та водоспадів. Нижче Киарао невеликі човни можуть подорожувати річкою під час дощового сезону. Загальний об'єм води 21,90 км³ відповідає середньорічному стоку 688 м³/с. Середня річна витрата в Киарао становить 236 м³/с, у Зиа (в'єт. Dừa) — 430 м³/с. Сезон паводків з червня по листопад співпадає з сезоном дощів.